# Беркут Ельдар Петрович
Ельда́р Петро́вич Бе́ркут — солдат Збройних сил України, 72-га бригада.
У середині липня 2014 року зазнав важкого поранення — увечері підірвалося 2 БТРи, двоє військовиків загинуло, шість поранено, один з яких невдовзі помер. Лікувався в Білоцерківському військовому шпиталі, 30 % опіків.

## Нагороди
14 листопада 2014 року за особисту мужність і героїзм, виявлені у захисті державного суверенітету та територіальної цілісності України, вірність військовій присязі під час російсько-української війни, відзначений — нагороджений орденом «За мужність III ступеня».